# Trichocerca collaris
Trichocerca collaris is een raderdiertjessoort uit de familie Trichocercidae. De wetenschappelijke naam van deze soort is voor het eerst geldig gepubliceerd in 1896 door Rousselet.